# موزه آناناس
موزه آناناس (به انگلیسی: Pineapple Museum) (مالایی: Muzium Nanas) یک موزه است که مختص به کشت و صنعت آناناس بوده و در شهرک پکان ناناس، منطقه پونتیان، ایالت جوهر، مالزی واقع شده است. این موزه در روز ۲۱ مه ۲۰۰۲، توسط وزیر اعظم جوهر، عبدالغنی عثمان افتتاح شد مدیریت این موزه که در سابق زیر نظر اداره کشاورزی بود، در مارس ۲۰۲۱ به هیئت مدیره صنعت آناناس مالزی واگذار شد. در این موزه مجموعه‌ها، تاریخچه و اطلاعات مربوط به صنعت کشت آناناس و همچنین محصولات و تجهیزاتی که طی مراحل مختلف آماده‌سازی آناناس مورد استفاده قرار می‌گیرد نمایش داده می‌شوند.